# Aumessas
Aumessas est une commune française située dans l'ouest du département du Gard, en région Occitanie au sein des chaînes montagneuses des Cévennes. Aumessas a obtenu le label officiel Village de Caractère en 2020 par le Comité Départemental du Tourisme (CDT).
Exposée à un climat méditerranéen, elle est drainée par l'Arre, le Bavezon, le Crouzoulous, le ruisseau d'Albagne, le ruisseau du Lingas et par divers autres petits cours d'eau. Incluse dans les Cévennes, la commune possède un patrimoine naturel remarquable : deux sites Natura 2000 (le « massif de l'Aigoual et du Lingas » et « les Cévennes ») et quatre zones naturelles d'intérêt écologique, faunistique et floristique.
Aumessas est une commune rurale qui compte 252 habitants en 2022, après avoir connu un pic de population de 1 440 habitants en 1891. Elle fait partie de l'aire d'attraction du Vigan. Ses habitants sont appelés les Aumessois et Aumessoises.

## Géographie
|         | Dourbies |                |
| Arrigas | Aumessas | Bréau-Mars     |
|         | Arre     | Bez-et-Esparon |

### Climat
Pour des articles plus généraux, voir Climat de l'Occitanie et Climat du Gard.
En 2010, le climat de la commune est de type climat méditerranéen altéré, selon une étude s'appuyant sur une série de données couvrant la période 1971-2000. En 2020, Météo-France publie une typologie des climats de la France métropolitaine dans laquelle la commune est dans une zone de transition entre le climat de montagne et le climat méditerranéen et est dans une zone de transition entre les régions climatiques « Provence, Languedoc-Roussillon » et « Sud-est du Massif Central »0.
Pour la période 1971-2000, la température annuelle moyenne est de 12,1 °C, avec  une amplitude thermique annuelle de 16,2 °C. Le cumul annuel moyen de précipitations est de 1 556 mm, avec 9,7 jours de précipitations en janvier et 4,2 jours en juillet. Pour la période 1991-2020, la température moyenne annuelle observée sur la station météorologique la plus proche, située sur la commune d'Alzon à 6 km à vol d'oiseau, est de 11,5 °C et le cumul annuel moyen de précipitations est de 1 372,8 mm,. Pour l'avenir, les paramètres climatiques de la commune estimés pour 2050 selon différents scénarios d’émission de gaz à effet de serre sont consultables sur un site dédié publié par Météo-France en novembre 2022.

### Milieux naturels et biodiversité

#### Espaces protégés
La protection réglementaire est le mode d’intervention le plus fort pour préserver des espaces naturels remarquables et leur biodiversité associée,.
Dans ce cadre, la commune fait partie de la zone cœur du Parc national des Cévennes. Ce  parc national, créé en 1967, est un territoire de moyenne montagne formé de cinq entités géographiques : le massif de l'Aigoual, le causse Méjean avec les gorges du Tarn et de la Jonte, le mont Lozère, les vallées cévenoles ainsi que le piémont cévenol.
La commune fait également partie des Cévennes, un territoire  reconnu réserve de biosphère par l'UNESCO en 1985 pour la mosaïque de milieux naturels qui la composent et qui abritent une biodiversité exceptionnelle, avec 2 400 espèces animales, 2 300 espèces de plantes à fleurs et de fougères, auxquelles s’ajoutent d’innombrables mousses, lichens, champignons,.

#### Réseau Natura 2000

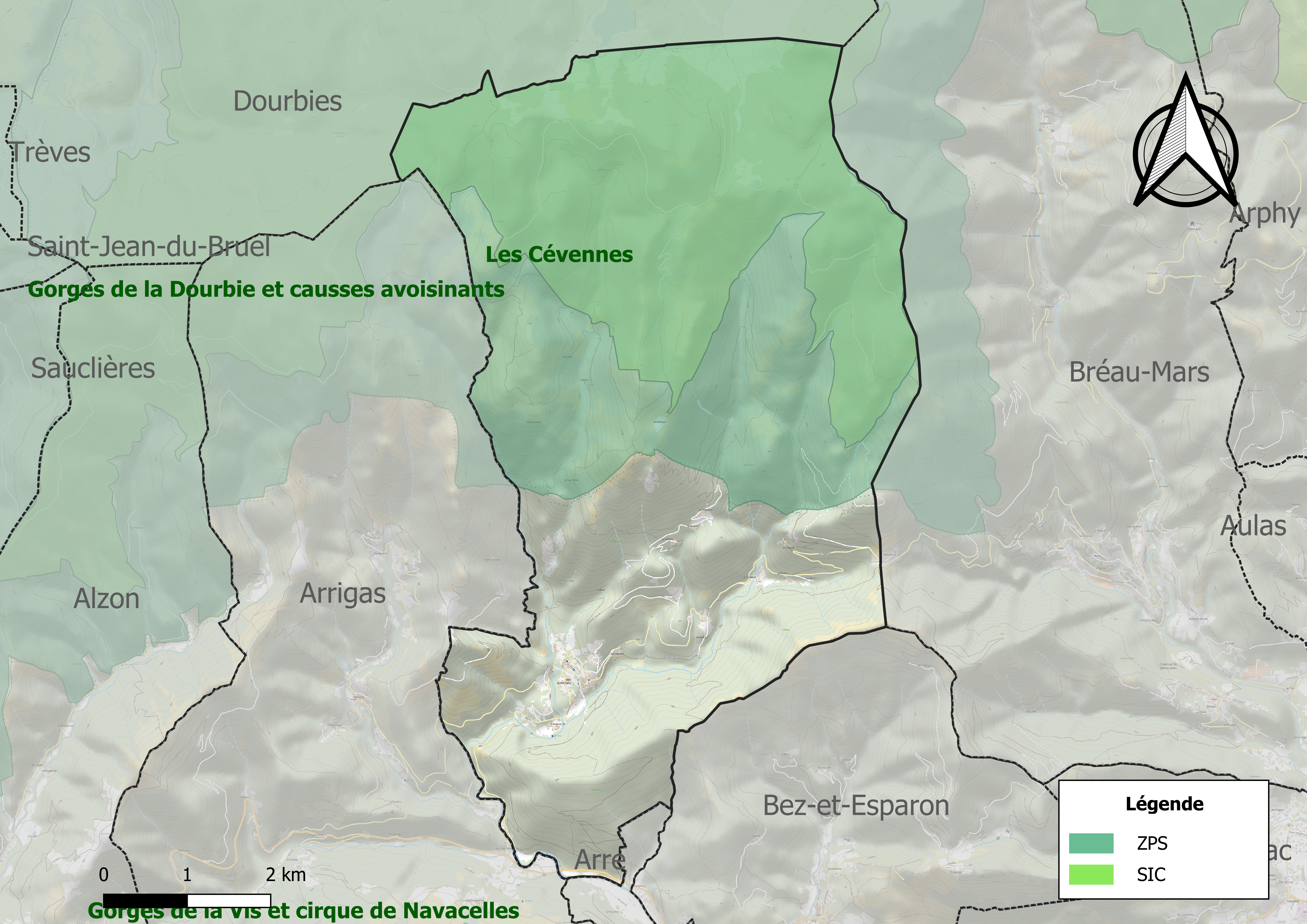
Site Natura 2000 sur le territoire communal.

Le réseau Natura 2000 est un réseau écologique européen de sites naturels d'intérêt écologique élaboré à partir des directives habitats et oiseaux, constitué de zones spéciales de conservation (ZSC) et de zones de protection spéciale (ZPS).
Un site Natura 2000 a été défini sur la commune au titre de la directive habitats :
- le « massif de l'Aigoual et du Lingas », d'une superficie de 10 546 ha, constituant la ligne de partage des eaux entre Méditerranée et Atlantique. On y trouve des pelouses et landes qu'on peut qualifier de pseudo-alpines, recélant des éléments floristiques des Alpes et des Pyrénées en disjonction d'aire. La diversité spécifique de l'ensemble du site est remarquable, avec en particulier la présence de la très rare Buxbaumia viridis[14]

et un au titre de la directive oiseaux : 
- « les Cévennes », d'une superficie de 92 044 ha, correspondant précisément à la zone centrale du parc national des Cévennes et rassemblant plusieurs ensembles distincts. La diversité des milieux et des paysages permet le maintien d'une avifaune riche et diversifiée : au total, 135 espèces d'oiseaux, dont 22 inscrites à l'annexe 1 de la directive 79-409-CEE, recensées dans la zone centrale du parc, dont une vingtaine d'espèces de rapaces diurnes et sept nocturnes[15].

#### Zones naturelles d'intérêt écologique, faunistique et floristique
L’inventaire des zones naturelles d'intérêt écologique, faunistique et floristique (ZNIEFF) a pour objectif de réaliser une couverture des zones les plus intéressantes sur le plan écologique, essentiellement dans la perspective d’améliorer la connaissance du patrimoine naturel national et de fournir aux différents décideurs un outil d’aide à la prise en compte de l’environnement dans l’aménagement du territoire.
Deux ZNIEFF de type 1 sont recensées sur la commune : 
le « lac des Pises et montagne du Lingas » (1 173 ha), couvrant 3 communes du département, et 
la « rivière du Bavezon et ruisseau d'Albagne » (18 ha)
et deux ZNIEFF de type 2, : 
- le « massif de l'Aigoual et du Lingas » (28 495 ha), couvrant 17 communes dont 12 dans le Gard et 5 dans la Lozère[19] ;
- les « vallées amont de l'Hérault » (21 533 ha), couvrant 23 communes dont 22 dans le Gard et 1 dans l'Hérault[20].

Carte des ZNIEFF de type 1 et 2 à Aumessas.
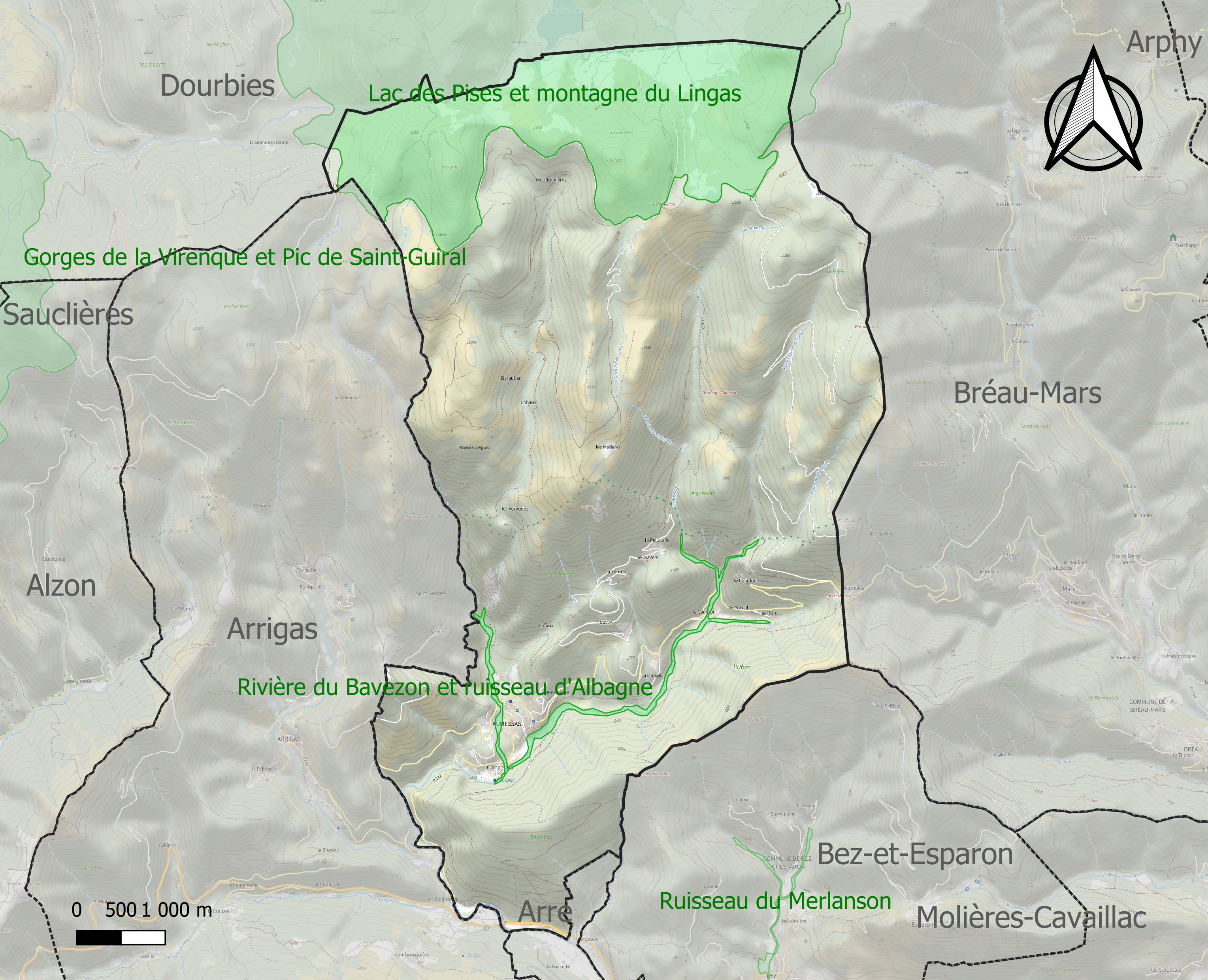
Carte des ZNIEFF de type 1 sur la commune.
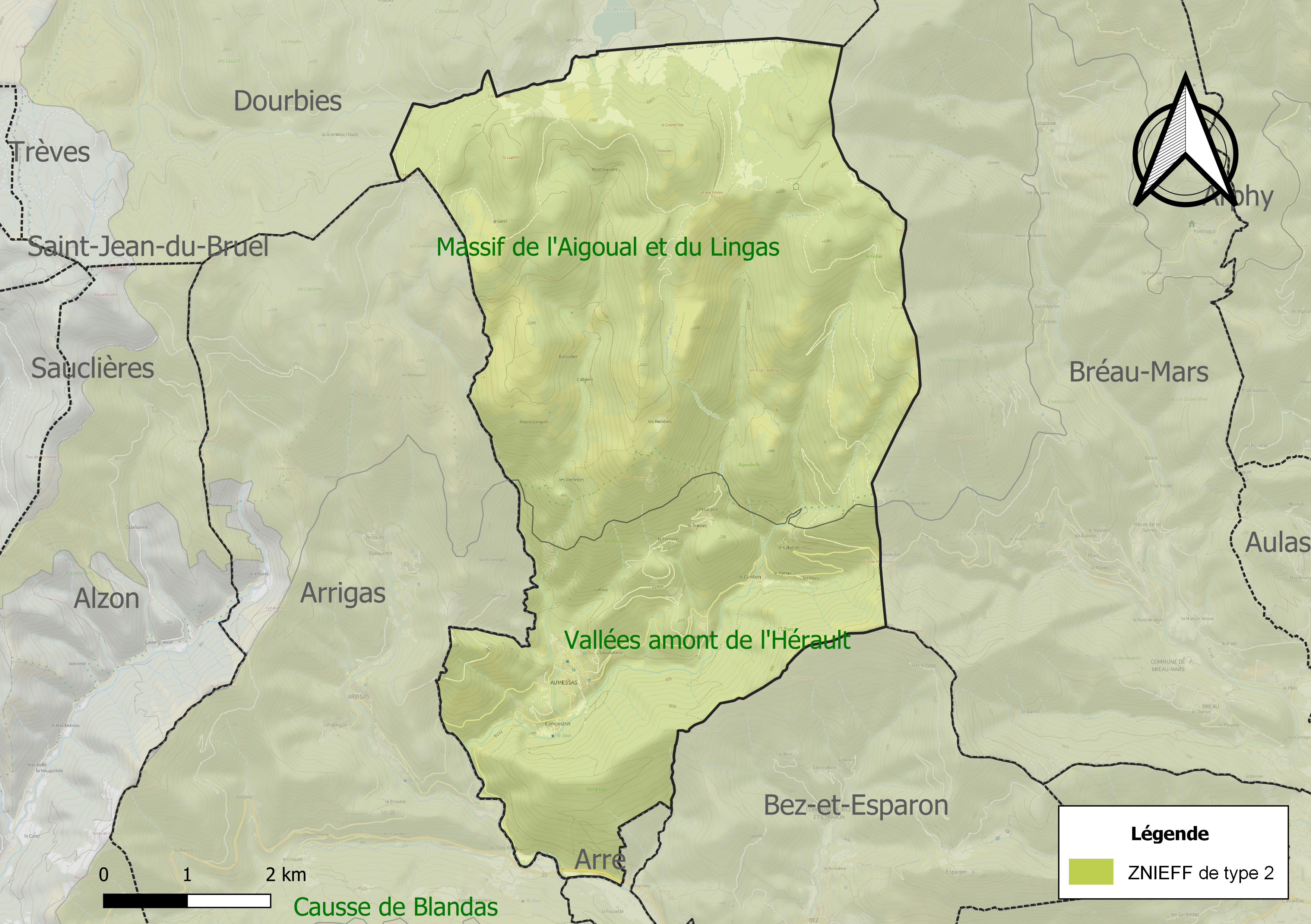
Carte des ZNIEFF de type 2 sur la commune.

## Urbanisme

### Typologie
Au 1er janvier 2024, Aumessas est catégorisée commune rurale à habitat dispersé, selon la nouvelle grille communale de densité à sept niveaux définie par l'Insee en 2022.
Elle est située hors unité urbaine. Par ailleurs la commune fait partie de l'aire d'attraction du Vigan, dont elle est une commune de la couronne,. Cette aire, qui regroupe 20 communes, est catégorisée dans les aires de moins de 50 000 habitants,.

### Occupation des sols
L'occupation des sols de la commune, telle qu'elle ressort de la base de données européenne d’occupation biophysique des sols Corine Land Cover (CLC), est marquée par l'importance des forêts et milieux semi-naturels (93,4 % en 2018), une proportion identique à celle de 1990 (93,4 %). La répartition détaillée en 2018 est la suivante : 
forêts (70,8 %), milieux à végétation arbustive et/ou herbacée (17,9 %), prairies (4,8 %), espaces ouverts, sans ou avec peu de végétation (4,7 %), zones urbanisées (1,3 %), zones agricoles hétérogènes (0,5 %). L'évolution de l’occupation des sols de la commune et de ses infrastructures peut être observée sur les différentes représentations cartographiques du territoire : la carte de Cassini (XVIIIe siècle), la carte d'état-major (1820-1866) et les cartes ou photos aériennes de l'IGN pour la période actuelle (1950 à aujourd'hui).

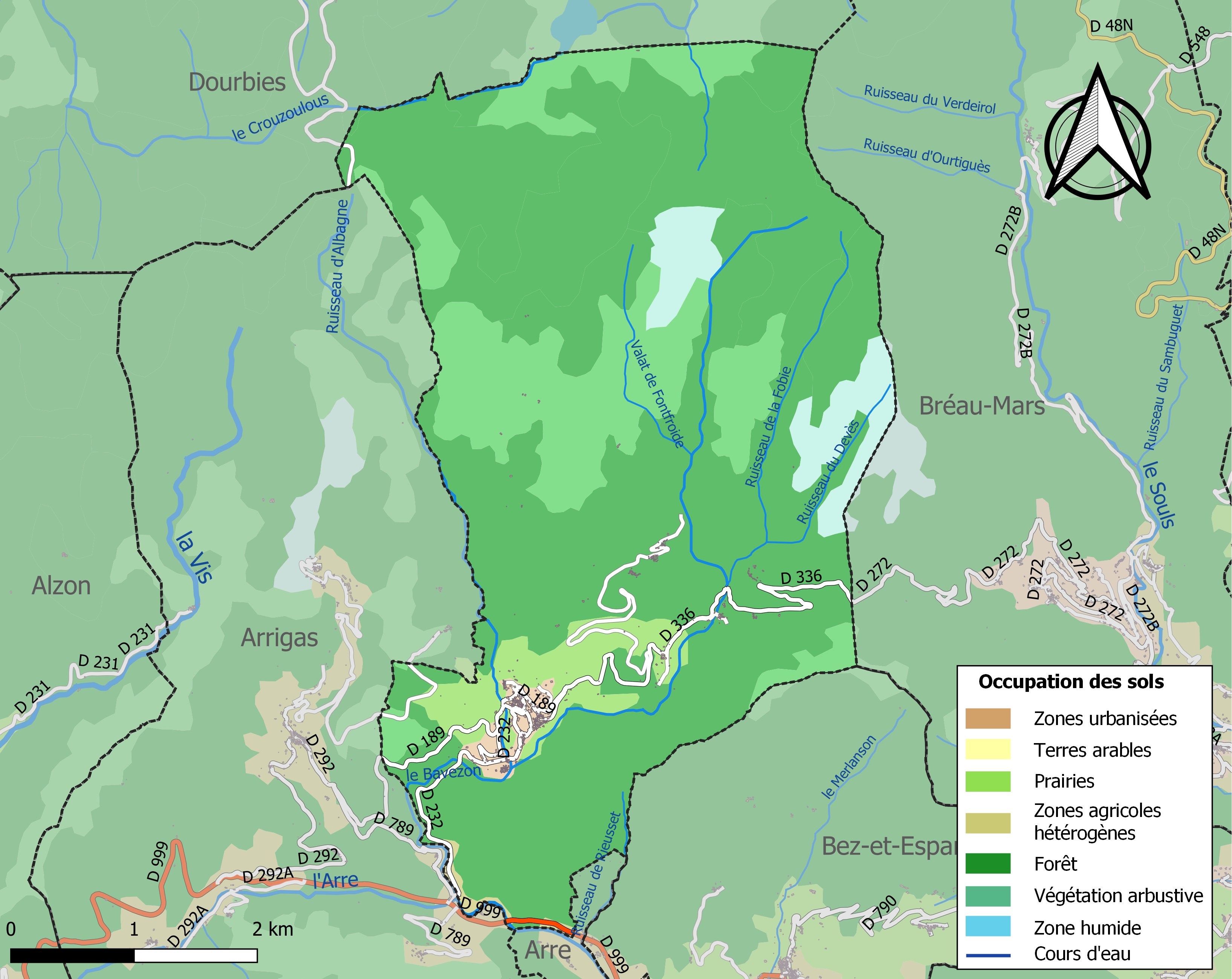
Carte des infrastructures et de l'occupation des sols de la commune en 2018 (CLC).

### Risques majeurs
Le territoire de la commune d'Aumessas est vulnérable à différents aléas naturels : météorologiques (tempête, orage, neige, grand froid, canicule ou sécheresse), inondations, feux de forêts et séisme (sismicité faible). Il est également exposé à un risque particulier : le risque de radon. Un site publié par le BRGM permet d'évaluer simplement et rapidement les risques d'un bien localisé soit par son adresse soit par le numéro de sa parcelle.

#### Risques naturels
Certaines parties du territoire communal sont susceptibles d’être affectées par le risque d’inondation par débordement de cours d'eau, notamment l'Arre. La commune a été reconnue en état de catastrophe naturelle au titre des dommages causés par les inondations et coulées de boue survenues en 1982, 1994 et 2003,.

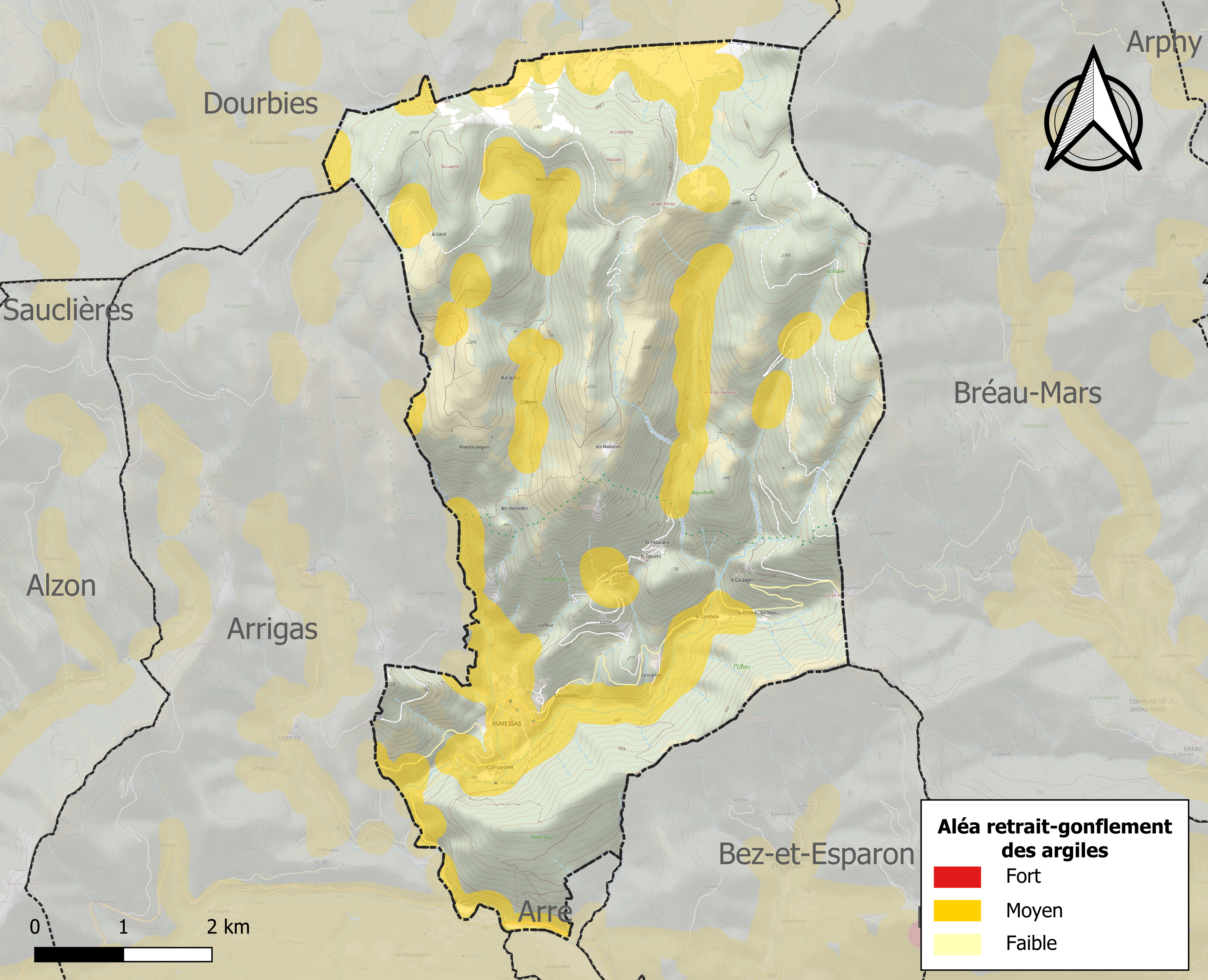
Carte des zones d'aléa retrait-gonflement des sols argileux d'Aumessas.

Le retrait-gonflement des sols argileux est susceptible d'engendrer des dommages importants aux bâtiments en cas d’alternance de périodes de sécheresse et de pluie. 25,4 % de la superficie communale est en aléa moyen ou fort (67,5 % au niveau départemental et 48,5 % au niveau national). Sur les 287 bâtiments dénombrés sur la commune en 2019, 226 sont en aléa moyen ou fort, soit 79 %, à comparer aux 90 % au niveau départemental et 54 % au niveau national. Une cartographie de l'exposition du territoire national au retrait gonflement des sols argileux est disponible sur le site du BRGM,.
Par ailleurs, afin de mieux appréhender le risque d’affaissement de terrain, l'inventaire national des cavités souterraines permet de localiser celles situées sur la commune.

#### Risque particulier
Dans plusieurs parties du territoire national, le radon, accumulé dans certains logements ou autres locaux, peut constituer une source significative d’exposition de la population aux rayonnements ionisants. Certaines communes du département sont concernées par le risque radon à un niveau plus ou moins élevé. Selon la classification de 2018, la commune d'Aumessas est classée en zone 3, à savoir zone à potentiel radon significatif.

## Histoire

### Moyen Âge
Le village d'Aumessas dépendait des possessions de la famille de Roquefeuil. Leurs vassaux, les Azémar, demeuraient au château de la Rode (dit aussi du Cornier).
Le château du Cornier date vraisemblablement du XIIe siècle. Édifié par les de Roquefeuil, seigneurs dominants, il est remanié en grande partie au XVIe siècle, par la famille du Pont. Les premiers propriétaires sont les seigneurs d'Azémar, originaires du Rouergue. En 1430, le château devient propriété des du Pont.

### Époque moderne
C'est en 1568 qu'est envoyé un pasteur, Jehan Soleil, à Aumessas. Ce n'est qu'en 1639 que le premier temple est érigé sur un terrain donné par Jacques du Pont de la Rode, devant maître Guillaume Flory, notaire à Aumessas. Ce temple est détruit le 17 février 1688 après la révocation de l’Édit de Nantes (17 octobre 1685). Du tas de ruines, ne seront conservées que la serrure et sa grosse clé. On peut voir, aussi, de belles pierres de taille récupérées des ruines de l'ancien temple ; elles forment l'angle du mur de soutènement du jardin où se dressait l'ancien lieu de culte. Symboles de la continuité de la communauté protestante du village, elles sont placées sur la porte du nouveau temple. Pendant la période qui suit, les services religieux sont célébrés soit au château du Cornier, soit à la maison Nègre de la Viale soit sous les châtaigniers de la Rode, soit « au désert ». Après la destruction du temple, en 1688, le culte réformé a lieu au château. Son propriétaire, Lévy du Pont de la Rode, met la grande salle du château à la disposition des catholiques d'Aumessas, leur église étant inutilisable. En 1703, deux martyrs pour la foi protestante  sont tués : Rostang du Pont de la Rode et son cousin Louis du Pont de Bonnels.

### Époque contemporaine
Le 30 septembre 1816, les protestants d'Aumessas sont autorisés à construire un nouveau temple. Une souscription est lancée et s'étale jusqu'en 1824.
La construction est achevée en 1825. En 1862, Aimé Fonzes, bienfaiteur du village, offre, au consistoire presbytéral, une cloche à placer dans le clocher dont il avait financé la construction.

## Politique et administration

### Liste des maires
| Période | Période  | Identité            | Étiquette | Qualité |
| ------- | -------- | ------------------- | --------- | ------- |
| 2001    | 2017     | Marie-Renée Laurent |           |         |
| 2017    | En cours | Philippe Barral     |           |         |

## Population et société

### Démographie
L'évolution du nombre d'habitants est connue à travers les recensements de la population effectués dans la commune depuis 1793. Pour les communes de moins de 10 000 habitants, une enquête de recensement portant sur toute la population est réalisée tous les cinq ans, les populations de référence des années intermédiaires étant quant à elles estimées par interpolation ou extrapolation. Pour la commune, le premier recensement exhaustif entrant dans le cadre du nouveau dispositif a été réalisé en 2007.

En 2022, la commune comptait 252 habitants, en évolution de +9,57 % par rapport à 2016 (Gard : +2,97 %, France hors Mayotte : +2,11 %).
| 1793 | 1800 | 1806 | 1821  | 1831 | 1836 | 1841 | 1846 | 1851  |
| ---- | ---- | ---- | ----- | ---- | ---- | ---- | ---- | ----- |
| 845  | 840  | 911  | 1 006 | 953  | 999  | 990  | 991  | 1 074 |

| 1856  | 1861  | 1866  | 1872 | 1876 | 1881 | 1886 | 1891  | 1896 |
| ----- | ----- | ----- | ---- | ---- | ---- | ---- | ----- | ---- |
| 1 070 | 1 045 | 1 007 | 926  | 860  | 944  | 782  | 1 440 | 704  |

| 1901 | 1906 | 1911 | 1921 | 1926 | 1931 | 1936 | 1946 | 1954 |
| ---- | ---- | ---- | ---- | ---- | ---- | ---- | ---- | ---- |
| 683  | 638  | 588  | 504  | 502  | 461  | 383  | 352  | 244  |

| 1962 | 1968 | 1975 | 1982 | 1990 | 1999 | 2006 | 2007 | 2012 |
| ---- | ---- | ---- | ---- | ---- | ---- | ---- | ---- | ---- |
| 247  | 204  | 211  | 213  | 200  | 225  | 228  | 228  | 232  |

| 2017 | 2022 | - | - | - | - | - | - | - |
| ---- | ---- | - | - | - | - | - | - | - |
| 228  | 252  | - | - | - | - | - | - | - |

## Économie

### Revenus
En 2018  (données Insee publiées en septembre 2021), la commune compte 108 ménages fiscaux, regroupant 196 personnes. La médiane du revenu disponible par unité de consommation est de 17 190 € (20 020 € dans le département).

### Emploi
|                | 2008   | 2013  | 2018   |
| -------------- | ------ | ----- | ------ |
| Commune        | 11 %   | 9,4 % | 10,7 % |
| Département    | 10,6 % | 12 %  | 12 %   |
| France entière | 8,3 %  | 10 %  | 10 %   |

En 2018, la population âgée de 15 à 64 ans s'élève à 112 personnes, parmi lesquelles on compte 67 % d'actifs (56,3 % ayant un emploi et 10,7 % de chômeurs) et 33 % d'inactifs,. En  2018, le taux de chômage communal (au sens du recensement) des 15-64 ans est inférieur à celui du département, mais supérieur à celui de la France, alors qu'en 2008 il était supérieur à celui du département.
La commune fait partie de la couronne de l'aire d'attraction du Vigan, du fait qu'au moins 15 % des actifs travaillent dans le pôle,. Elle compte 44 emplois en 2018, contre 29 en 2013 et 31 en 2008. Le nombre d'actifs ayant un emploi résidant dans la commune est de 65, soit un indicateur de concentration d'emploi de 67,8 % et un taux d'activité parmi les 15 ans ou plus de 38,3 %.
Sur ces 65 actifs de 15 ans ou plus ayant un emploi, 30 travaillent dans la commune, soit 46 % des habitants. Pour se rendre au travail, 80 % des habitants utilisent un véhicule personnel ou de fonction à quatre roues, 3,1 % les transports en commun, 9,2 % s'y rendent en deux-roues, à vélo ou à pied et 7,7 % n'ont pas besoin de transport (travail au domicile).

### Activités
23 établissements sont implantés  à Aumessas au 31 décembre 2019. Le tableau ci-dessous en détaille le nombre par secteur d'activité et compare les ratios avec ceux du département,.
Le secteur de l'administration publique, l'enseignement, la santé humaine et l'action sociale est prépondérant sur la commune puisqu'il représente 30,4 % du nombre total d'établissements de la commune (7 sur les 23 entreprises implantées  à Aumessas), contre 13,5 % au niveau départemental.
Aucune exploitation agricole ayant son siège dans la commune n'est recensée lors du recensement agricole de 2020 (six en 1988),.

## Culture locale et patrimoine

### Édifices civils
- Dolmen d'Arrigas et plusieurs menhirs, tous couchés.
- Site druidique au-dessus de Peyraube au lieu-dit Saint-Peyle (ou Saint Peyre).
- Château de la Rode. Bâtisse fortifiée édifiée à l'écart du hameau principal du village, en bordure de cours d'eau. À l'origine, elle était tenue par la famille d'Azémar, vassale des barons de Roquefeuil.
- Château-fort de Caladon (ruiné), à 2 km de celui de la Rode, détruit pendant la croisade des Albigeois
- Maison Marquès du Luc. Demeure située sur la place principale et dont la façade regarde le portail de l'église. La porte est décorée d'un intéressant chapiteau à trois têtes provenant d'un bâtiment médiéval aujourd'hui disparu.
- Manoir des Charmilles.
- Ancienne filature Chabal.

### Édifices religieux
- Église Saint-Hilaire d'Aumessas. La cloche, fondue sous le règne du roi François Ier est classée monument historique au titre d'objet depuis 1995[35].
- Temple protestant.
- Ancienne cure.

### Patrimoine culturel
Le village a obtenu le label Village de Caractère en 2020.

### Patrimoine naturel
- Rocher de Saint-Guiral.

### Personnalités liées à la commune
- Aimé Fonzes, industriel, bienfaiteur de la commune.
- Francis Campestre, écrivain (Les mémoires d'un sourd).

## Héraldique
| Blason de Aumessas | Blason  | D'argent à l'aigle de sable. |
| Blason de Aumessas | Détails |                              |